# Opération Baytown

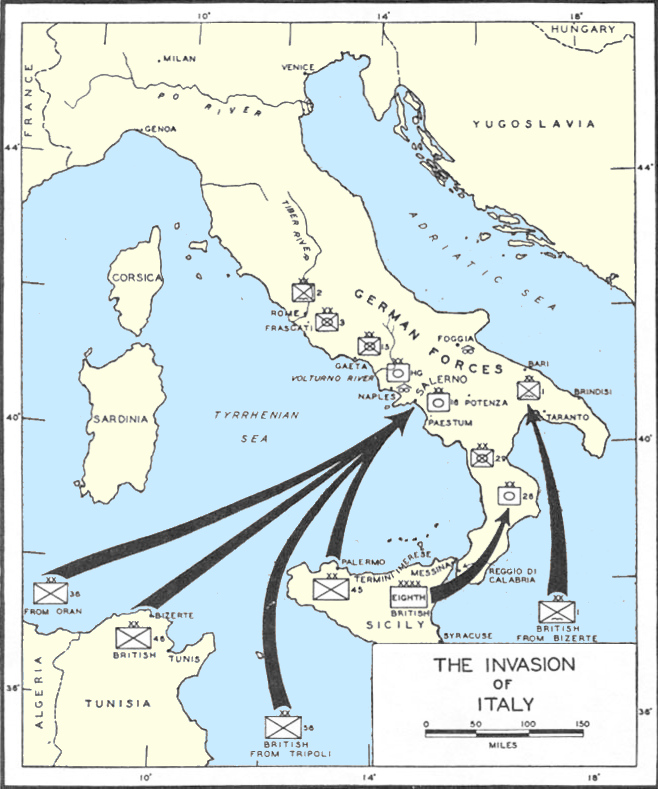
L'invasion de l'Italie en 1943.

L'opération Baytown est le débarquement, le 3 septembre 1943, du 13e corps de la VIIIe armée britannique à Reggio de Calabre et une composante du plus large débarquement allié en Italie continentale durant la Seconde Guerre mondiale. Elle permet aux forces alliées prendre pied à l'extrémité de la botte italienne.

## Conséquences
Lui succèdent l’opération Slapstick, le débarquement d'une division aéroportée britannique à Tarente, et l’opération Avalanche, le débarquement de troupes américaines à Salerne. Cette dernière est un véritable succès : en une semaine, les Alliés ont établi une tête de pont dans le sud de l'Italie.